# Шкадов, Леонид Михайлович
Леонид Михайлович Шкадов (30 июля 1927, СССР — 25 января 2003, Жуковский, Московская область) — учёный в области авиации и космоса, один из руководителей авиационной промышленности СССР, заместитель начальника Центрального аэрогидродинамического института (1986—2003), доктор технических наук, профессор, заслуженный деятель науки и техники РСФСР, лауреат Государственной премии СССР, премий Совета Министров СССР и Правительства РФ, Почётный гражданин города Жуковский.

## Биография

### Ранние годы
Окончил МАИ в 1950 году, начал работать в Центральном аэрогидродинамическом институте. Первой его серьёзной работой стала методика выбора параметров дальнего самолёта с реактивными двигателями, которую он разрабатывал под руководством В. В. Струминского. В ЦАГИ Шкадов встретил свою будущую жену Ирину Старобогатову.

### Работа в Центральном аэрогидродинамическом институте
В период освоения сверхзвуковой авиации совместно с Л. А. Курочкиным, А. Н. Владимировым, В. Н. Зверевым и др. разработал теоретические основы оптимизации параметров полёта с учётом преобразования кинетической энергии сверхзвукового полёта в потенциальную при наборе высоты и маневрировании самолёта. В 1962 году возглавлял отдел лаборатории № 2 ЦАГИ, перемещённый в новую лабораторию № 8 для развития исследований больших скоростей полёта, где работал под руководством А. А. Дородницына и В. В. Сычёва.
В 1968 году возглавил НИО-10 ЦАГИ. По результатам ряда работ в 1972 году совместно с коллегами опубликовал один из основных трудов ЦАГИ в послевоенный период: «Механика оптимального пространственного движения летательных аппаратов в атмосфере». За эту монографию коллектив её авторов был удостоен в 1972 году премии Н. Е. Жуковского, а в 1975 году книга была переведена в США на английский язык.
После нескольких лет работы в МАП СССР в 1986 году вернулся в ЦАГИ, где работал в должности заместителя начальника института вплоть до своей смерти в 2003 году. Принимал активное участие в исследованиях режимов сверхманёвренности боевых самолётов 4 поколения. По результатам этой работы вместе с В. Л. Сухановым, Ю. Н. Желниным и В. Г. Пугачёвым был удостоен в 1989 году своей второй премии Н. Е. Жуковского.
Преподавал в МФТИ, участвовал в организации созданной в 1983 году кафедры «Летательная техника» и стал её первым заведующим. Создание кафедры повысило эффективность подготовки кадров для внедрения систем автоматизированного проектирования летательной техники на базе ЦАГИ.
В 1987 году на Международном конгрессе астронавтики предложил концепцию перемещения планетных систем между звёздами — «звёздного двигателя», впоследствии названного в его честь «двигателем Шкадова».

### Работа в Министерстве авиационной промышленности СССР
С 1981 по 1986 годы работал в МАП СССР в должностях начальника 10 Главного управления и заместителя министра авиационной промышленности.

### Смерть

Могила Л. М. Шкадова

Леонид Михайлович Шкадов жил в Жуковском, он умер 25 января 2003 года. Похоронен на Быковском мемориальном кладбище.

### Семья
Был женат, жена — Старобогатова, Ирина Игоревна, также выпускница МАИ, работала в НИО-2 ЦАГИ в области исследований лётно-технических характеристик боевых самолётов.
Дочь Губанова (Шкадова), Анна Леонидовна, также работала в ЦАГИ.
Зять Губанов Анатолий Александрович, начальник одного из отделов ЦАГИ, арестован в декабре 2020 года по подозрению в государственной измене.

## Награды и звания
- Лауреат Государственной премии СССР (1977), премии Совета Министров СССР (1971), премии Правительства Российской Федерации в области науки и техники (1999)
- Дважды лауреат премии имени Н. Е. Жуковского (1972, 1989)
- Заслуженный деятель науки и техники РСФСР (1988)
- Награждён: орденом «Трудового Красного Знамени» (1971), орденом «Знак Почёта» (1966) орденом «Дружбы» (1998), медалью «В ознаменование 100-летия со дня рождения В. И. Ленина» (1970 год), медалью «Ветеран труда», юбилейными медалями.

## Память
Памяти Л. М. Шкадова посвящён изданный в 2005 году сборник научных трудов его самого, его учеников и коллег: Проблемы создания перспективной авиационно-космической техники / Ред. совет: В. Г. Дмитриев (пред.), В. А. Каргопольцев (зам. пред.), В. И. Маврицкий, В. Д. Вермель, В. В. Лазарев, В. Е. Денисов, Е. Б. Скворцов, В. Г. Овчинников, В. П. Плохих, Б. Х. Давидсон, А. П. Дьячевский (секр.). — Москва: Физматлит, 2005. — 648 с. — 1000 экз. — ISBN 5-9221-0623-6.